# 塞浦路斯紧急状态
塞浦路斯紧急状态 (希臘語：Απελευθερωτικός Αγώνας της Κύπρου 1955–59) 也称为希腊塞浦路斯独立战争或塞浦路斯独立战争是1955年至1959年间在英属塞浦路斯发生的一场冲突。塞浦路斯民族战士组织（EOKA）是一个由希族塞人建立的右翼民族主义游击队组织，于1955年发起了一场武装运动，结束英国殖民统治和塞浦路斯和完成希腊的统一（Enosis） 。土族塞人成立土耳其抵抗组织（TMT）以支持分裂塞浦路斯。塞浦路斯危机以1959年苏黎世和伦敦条约的签署而告终，该条约将塞浦路斯共和国确立为与希腊分离的不可分割的独立国家。

## 背景
塞浦路斯自16世纪归属于奥斯曼帝国，直到年俄土战争之后的1878年成为奥斯曼帝国名义治下的英国的保护国。第一次世界大战期间，塞浦路斯加入了同盟国，后被英国军事占领，1925年塞浦路斯被宣布为直辖殖民地。1910年代到1950年代，塞浦路斯人的反英情绪越来越强烈，塞浦路斯并入希腊思潮和塞浦路斯民族主义运动逐渐兴起。

## 动乱
塞浦路斯民族战士组织在1954年4月1日发动了袭击。总督约翰·哈丁宣布塞浦路斯进入紧急状态。由于希腊裔塞浦路斯人的支持和第二次中东战争，马来亚紧急状态的影响，限制了英国对局势的控制。